# Wetz (Künstler)
Werner Alois Zihlmann alias Wetz (* 18. Januar 1961 in Wolhusen) ist ein Schweizer Maler, Objektkünstler und Bildhauer. Er lebt und arbeitet in Sursee, Beromünster, Fulda und Belp.

## Leben
Nach einer Berufslehre als Hochbauzeichner und der Ausbildung zum Psychiatriepfleger belegte Werner Zihlmann Kurse an der Kunstgewerbeschule Luzern und an der Hochschule der Künste Berlin.
Seit Mitte der Achtzigerjahre betätigte sich Wetz als freischaffender Künstler in Wolhusen und Berlin.

Von 2003 bis 2010 betrieb er die sogenannten Wetz-Museen in Uffikon, die als Kunst und Kultur auf dem Land, auch KKL Uffikon sowie als Tempelhof Uffikon in Dagmersellen zum Gesamtkunstwerk ausgebaut wurden. Nach der Schliessung des Betriebes 2010 nahm Zihlmann sein neues Projekt Kunst und Kultur im Landessender Beromünster (KKLB) im ehemaligen Betriebsgebäude des Landessenders Beromünster in Angriff, u. a. in Zusammenarbeit mit Roman Signer, Rochus Lussi, Alois Hermann, Silas Kreienbühl und Sipho Mabona.

## Ausstellungen
- 2002 Naturmuseum Neuenburg, Wetz.02 – gestrandet in Neuenburg[5]